# Lynfield
Lynfield est une banlieue de la cité d’Auckland, située dans l'Île du Nord de la Nouvelle-Zélande. 

## Gouvernance
Elle est sous la gouvernance locale du Conseil d’Auckland.

## Population
Selon le recensement de 2001 en Nouvelle-Zélande la population était de 8934 habitants.

## Accès
La principale route passant à travers le centre de Lynfield est nommée  « The Avenue », avec de nombreuses routes se branchant dessus, comprenant « Halsey Drive », qui est la rue la plus longue de la banlieue, qui s’incurve autour de la partie la plus large de l’intérieur  de la banlieue. 

## Éducation
- L’école primaire locale est dénommée « Halsey Drive Primary School », qui est située à l’opposé de « Lynfield Reserve » sur ‘Halsey Drive’.
- Les plus proches des écoles intermédiaires sont « Waikowhai Intermediate » vers l’est et « Blockhouse Bay Intermediate » vers le nord.
- La « high school » est le collège de Lynfield (en).

Plus haut sur  « The Avenue » se trouve le local commun dénommé l’église de « Lynfield Community Church ».

## Toponymie
Le nom original de la ferme établie par Alfred Bankhart était  nommée Lynfield,  sur des terres, qui lui avaient été données par Sir Logan Campbell au niveau de ‘Gilletta Road’ dans le secteur de Lynfield, qui fut donc dénommée d’après la femme de Bankheart, dont c’était le nom de jeune fille.

## Histoire
La banlieue de Lynfield n’a été initialement que faiblement colonisée  jusqu’à l’année 1950.  
Une importante activité économique d’élevage de poules y fut développée. 
Cette ferme fournissait de poulets de table et des œufs pour toute la zone d’Auckland. 
Ensuite, deux personnes, nommées : Edwards et Cooper firent pousser des fraises sur les terres, qui sont maintenant la possession du  collège Lynfield. Ceci explique le symbole de la charrue dans leur Logo. 
En fait, au milieu des années 1950, les terres furent rendues disponibles pour mener à la construction d’une école secondaire, qui est maintenant le « Collège de Lynfield ».

## Résidents notables
- La famille du chanteur Daniel Bedingfield est originaire de Lynfield.
- Le pilote de course Mitch Evans vécut dans Lynfield avec sa famille, quand a cessé sa carrière outre-mer .
- Le constructeur de maison et évangéliste Bill Subritzky (en) et sa famille vivait dans  Lynfiel de 1960 jusqu’à sa mort en 2015.